# 伊奈英次
伊奈 英次（いな えいじ、1957年4月3日 - ）は、愛知県名古屋市出身の写真家。
1977年、中部工業大学工学部工業物理学科中退。1984年、東京綜合写真専門学校研究科卒業。
1984年、東京の都市景観を 8×10 の大型カメラで精緻に捉えたモノクロ写真を発表。以後、日本各地の在日米軍基地の通信アンテナ、産業廃棄物、都市に点在する監視カメラ、天皇陵などといった、都市、環境、軍事、歴史など日本の近現代をテーマに撮影している。
2019年よりCrystal of Debris「残滓の結晶」シリーズにおいて、デジタルバグの可能性を追求している。

## 受賞歴
- 1988年 第4回東川町国際写真フェスティバル 東川賞新人賞 受賞
- 1998年 レオボルト・ゴドウィスキーJr.カラー写真賞 入賞
- 2009年 さがみはら写真賞2009 受賞

## 主な個展
- 1981年 「都市の肖像」フォトギャラリー・アウル（東京）
- 1984年 「In Tokyo」ZEIT-FOTO SALON（東京）
- 1987年 「ZONE」ZEIT-FOTO SALON（東京）
- 1989年 「人工楽園」INAXギャラリー（大阪）, INAXギャラリー2（東京）
- 1991年 「MATERIAL EVOLUTION」パルコ・ギャラリー（東京）
- 1995年 「WASTE」かねこ・あーとギャラリー（東京）
- 2002年 「WATCH」art & river bank（東京）
- 2005年 「COVER」art & river bank（東京）
- 2008年 「EMPERORS」ZEIT-FOTO SALON（東京）
- 2008年 「IN TOKYO＋EMPEROR OF JAPAN」gallery ART UNLIMITED（東京）
- 2009年 「EIJI INA Contacts EMPEROR OF JAPAN」gallery ART UNLIMITED（東京）
- 2016年 「失われた棗椰子 Palmya which is lost」art & river bank（東京）
- 2019年 「TWINS - 都市と自然の相似形 -」gallery ART UNLIMITED（東京）
- 2020年 「残滓の結晶～CRYSTAL of DEBRIS～」キヤノンギャラリー S（東京）
- 2021年 「伊奈英次 作品展 天皇陵」JCII PHOTO SALON (東京)
- 2023年 「伊奈英次 作品展 国の鎮め ヤスクニ」JCII PHOTO SALON (東京)

## 写真集
- 1995年 『WASTE』 / 自費出版
- 1998年 『WASTE』 / Nazraeli Press
- 2008年 『Emperor of Japan』 / Nazraeli Press
- 2015年 『YASUKUNI』/ Far East Publishing
- 2020年 『残滓の結晶 ̶Crystal of debris ̶』/ 東京綜合写真専門学校 出版局
- 2025年『ZONE』/ 東京綜合写真専門学校 出版局